# Gampern
Gampern osztrák község Felső-Ausztria Vöcklabrucki járásában. 2018 januárjában 2927 lakosa volt.

## Elhelyezkedése

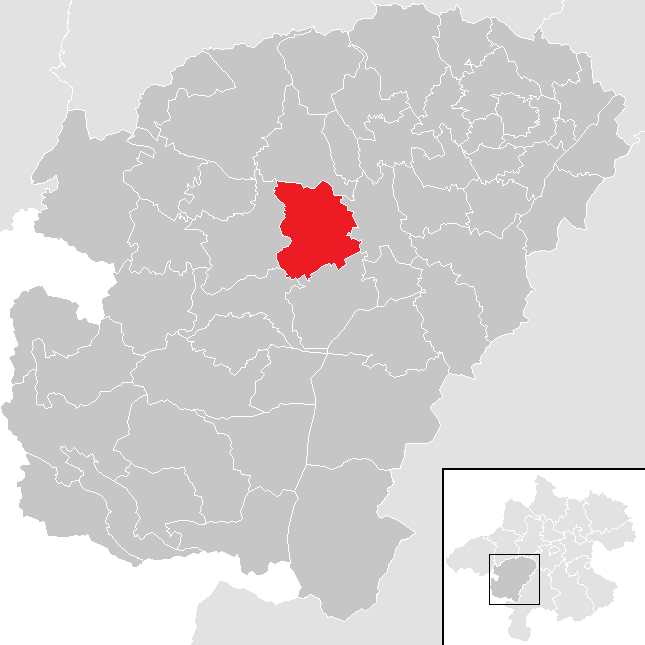
Gampern a Vöcklabrucki járásban

A plébániatemplom gótikus szárnyasoltára

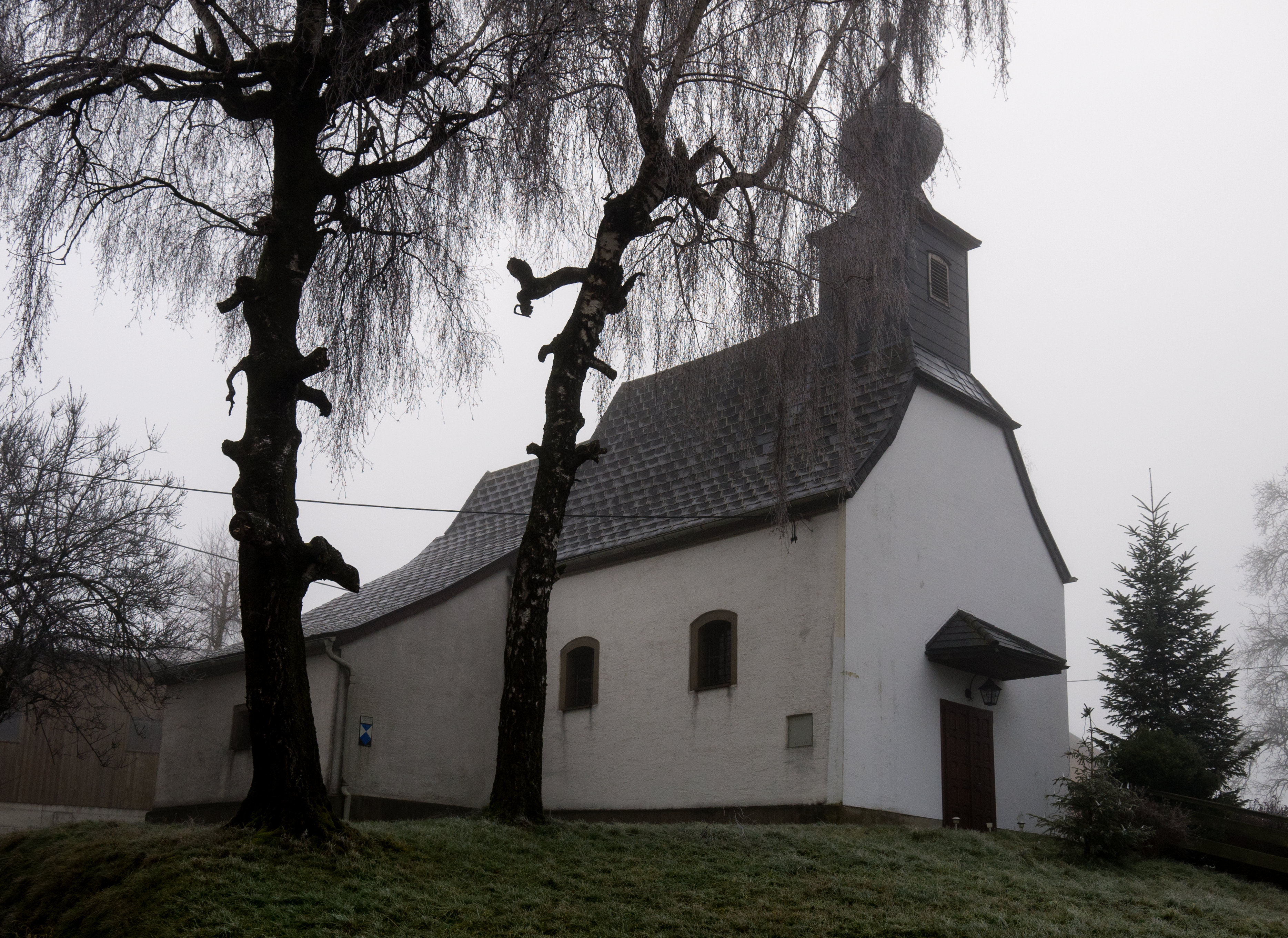
A Szt. Erasmus-templom

Gampern Felső-Ausztria Hausruckviertel régiójában helyezkedik el a Dürre Ager folyó jobb partján, az Atterseetől északra. Területének 19,2%-a erdő, 71,3% áll mezőgazdasági művelés alatt. Az önkormányzat 25 településrészt és falut egyesít: Baumgarting (190 lakos 2018-ban), Bergham (110), Bierbaum (328), Egning (59), Fischham (47), Fischhamering (83), Gallnbrunn (26), Gampern (718), Genstetten (61), Haunolding (96), Hehenberg (53), Hörgattern (69), Koberg (54), Oberheikerding (52), Piesdorf (89), Pöring (79), Schwarzmoos (135), Siedling (46), Stein (20), Stötten (36), Unterheikerding (20), Viehaus (73), Weiterschwang (261), Witzling (136) és Zeiling (86). 
A környező önkormányzatok: északra Neukirchen an der Vöckla, keletre Timelkam, délre Seewalchen am Attersee, délnyugatra Berg im Attergau, nyugatra Vöcklamarkt.

## Története
Gampernt először 800-ban említik Campara néven a mondseei apátság egyik oklevelében. 1143-tól a vöcklamarkti egyházközség része volt és a mattseei kolostor egyházi felügyelete alatt állt. Csak 1900-ban vált önálló egyházközséggé. 
A község eredetileg a Bajor Hercegség keleti határán helyezkedett el, a 12. században viszont átkerült Ausztriához. 1490-ben, a hercegség felosztásakor az Enns fölötti Ausztria része lett. A napóleoni háborúk során több alkalommal megszállták.
A köztársaság 1918-as megalakulásakor Felső-Ausztria tartományhoz sorolták. Miután Ausztria 1938-ban csatlakozott a Német Birodalomhoz, az Oberdonaui gau része lett; a második világháború után visszakerült Felső-Ausztriához.

## Lakosság
A gamperni önkormányzat területén 2018 januárjában 2927 fő élt. A lakosságszám 1961 óta gyarapodó tendenciát mutat. 2015-ben a helybeliek 96,2%-a volt osztrák állampolgár; a külföldiek közül 0,8% a régi (2004 előtti), 1,4% az új EU-tagállamokból érkezett. 2001-ben a lakosok 90,2%-a római katolikusnak, 4,6% evangélikusnak, 2,7% pedig felekezeten kívülinek vallotta magát. Ugyanekkor 5 magyar élt a községben. 

## Látnivalók
- a Szt. Remigius-plébániatemplom kéthajós, késő gótikus épület, 1486-ban készült el. Különlegessége az 1497-1507 között készült gótikus szárnyasoltár, amely a harmadik legnagyobb Felső-Ausztriában és a község címerében is látható
- a Szt. Erasmus-templom
- a pöringi Kernstockhaus, volt paraszti gazdasági épület, ma helytörténeti múzeum

## Fordítás
- Ez a szócikk részben vagy egészben  a   Gampern című német Wikipédia-szócikk ezen változatának fordításán alapul.  Az eredeti cikk szerkesztőit annak laptörténete sorolja fel. Ez a jelzés csupán a megfogalmazás eredetét és a szerzői jogokat jelzi, nem szolgál a cikkben szereplő információk forrásmegjelöléseként.